# Pambio-Noranco

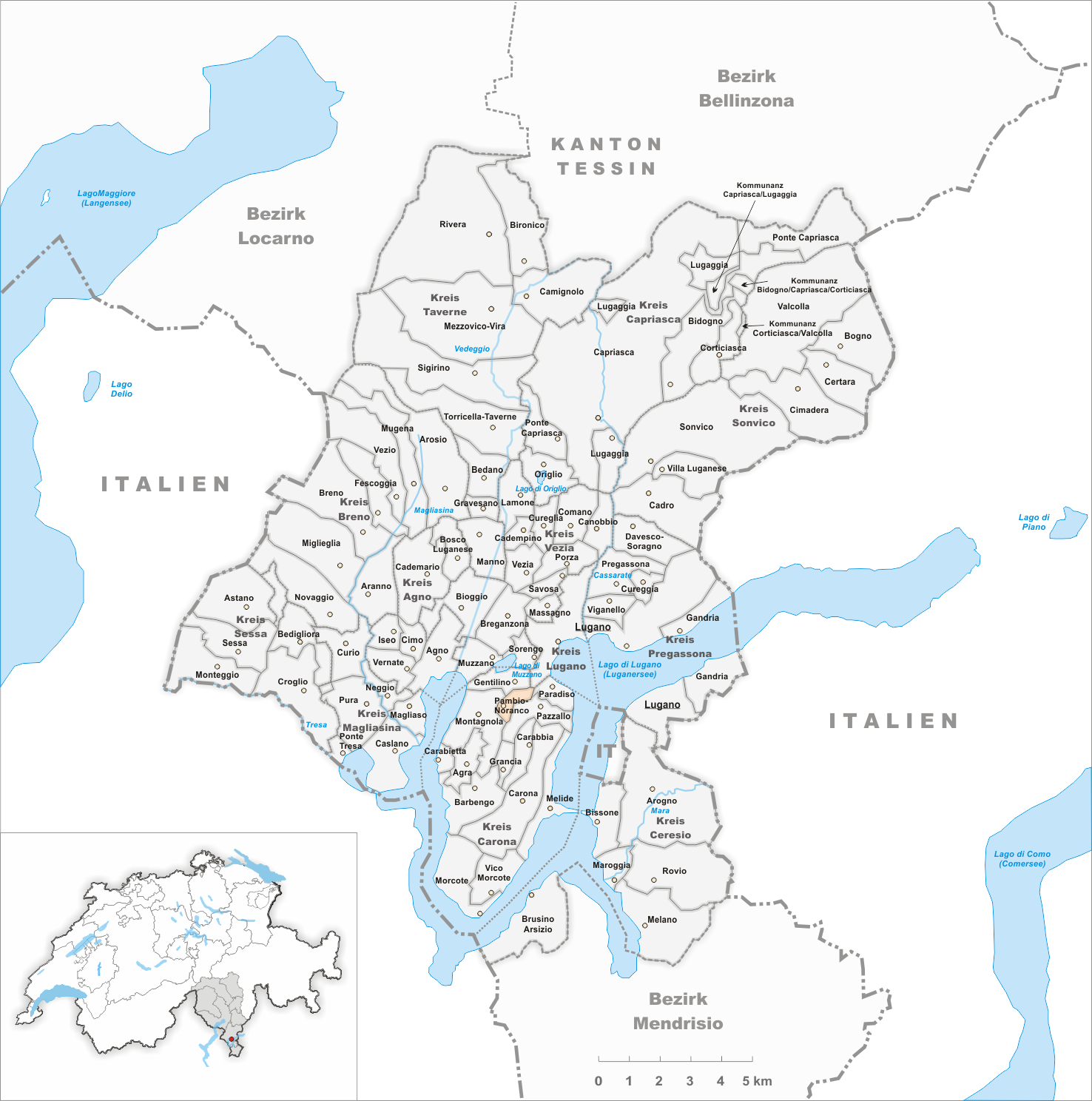
Gemeindestand vor der Fusion am 4. April 2004

Pambio-Noranco ist ein Quartier der Stadt Lugano im Kreis Lugano West, im Bezirk Lugano des Kantons Tessin in der Schweiz.

## Geographie
Die zwei Weiler von Pambio und Noranco liegen auf 325 m. ü. M. am Fuss der Collina d’Oro inmitten von Wiesen; drei Kilometer südwestlich vom Bahnhof Lugano und in der Nähe des Autobahnanschlusses Lugano-Sud der A2.

## Geschichte
Das Dorf Pambio wurde 1198 erstmals als Pamio erwähnt. Alte Gemeinde der Kirchgemeinde San Pietro Pambio; sie vereinigte sich 1904 mit Noranco; die vereinigte Gemeinde führte den Namen Pambio-Noranco.

## Gemeindefusion
Sie war einhundert Jahre lang, von 1904 bis 2004, eine politische Gemeinde. Sie entstand aus der Fusion von Pambio und Noranco und ging mit der grossen Eingemeindung zusammen mit Breganzona, Cureggia, Davesco-Soragno, Gandria, Pazzallo, Pregassona und Viganello in der Stadt Lugano auf.

## Bevölkerung
| Bevölkerungsentwicklung | Bevölkerungsentwicklung | Bevölkerungsentwicklung | Bevölkerungsentwicklung | Bevölkerungsentwicklung | Bevölkerungsentwicklung | Bevölkerungsentwicklung | Bevölkerungsentwicklung | Bevölkerungsentwicklung |
| ----------------------- | ----------------------- | ----------------------- | ----------------------- | ----------------------- | ----------------------- | ----------------------- | ----------------------- | ----------------------- |
| Jahr                    | 1643                    | 1850                    | 1900                    | 1950                    | 1990                    | 2000                    | 2015                    | 2023                    |
| Einwohner               | 169                     | 170                     | 298                     | 438                     | 610                     | 570                     | 732                     | 810                     |

## Sehenswürdigkeiten
- Pfarrkirche San Pietro und Pfarrhaus[4]
- Oratorium San Rocco im Ortsteil Pambio.[4]

## Wirtschaft
- IBSA Institut Biochimique[5]